# Епархия Оради
Это статья о епархии Оради латинского обряда. О грекокатолической епархии Оради см. здесь
Епархия Оради (лат. Dioecesis Magnovaradinensis, венг. Nagyváradi Római Katolikus Egyházmegye, рум. Dieceza Romano-Catolică de Oradea) — католическая епархия латинского обряда с центром в городе Орадя, Румыния. Подавляющее большинство прихожан — этнические венгры.

## История

Территория епархии на северо-западе, выделена тёмно-жёлтым

Сразу после принятия Венгрией христианства король Иштван Святой основал в стране ряд епархий, в том числе и епархию Бихора в Трансильвании. В 1077 году по воле короля Ласло I её центром стал город Варад (совр. Орадя). После канонизации короля Ласло он стал святым покровителем епархии. Епархия Варада была суффраганной по отношению к митрополии Калочи.
В средние века кафедру Варада занимал ряд видных личностей, среди них Янош Витез (1445—1465) и Георг Мартинуцци (1539—1551).
В конце XVI века Реформация добилась больших успехов в Трансильвании, регион стал протестантским. Последний католический священник покинул Варад в 1606 году. Епархия де-факто перестала существовать, пришедший в запустение собор был снесён в 1618 году. В 1660—1692 годах Варад был под властью Османской империи. После освобождения от турок началось постепенное возрождение католической епархии и, в целом, католической религии в регионе, интенсивно поддерживаемое Габсбургами. Большой вклад в возрождение епархии внёс кардинал Имре Чаки (1703—1714). В 1782 году было завершено строительство нового собора.
После первой мировой войны Варад перешёл к Румынии и стал именоваться Орадя. В 1930 году после того, как архиепархия Бухареста получила статус митрополии, диоцез Оради был переподчинён ей. В 1948 году к территории епархии Оради была присоединена территория временно ликвидированной епархии Сату-Маре (воссоздана в 1982 году).

## Современное состояние
Епархия объединяет приходы на северо-западе Румынии. С 2008 года епархию возглавляет епископ Ласло Бочкеи. Кафедральный собор епархии — Собор Успения Пресвятой Девы Марии. По данным на 2004 год епархия насчитывала  106 827 верующих, 58 приходов и 68 священников.